# Linus Bruhn
Linus Bruhn (* 14. Juli 1998 in Hamburg) ist ein deutscher Sänger. Er nahm an der Gesangs-Castingshow The Voice of Germany 2015 teil und ist seit 2023 Moderator bei 89.0 RTL.

## Leben und Karriere
In Hamburg lernte Bruhn als kleines Kind das Gitarrenspiel. Zudem tanzte er gerne. Sein Idol war Michael Jackson. Drei Jahre lang spielte er im gleichnamigen Hamburger Musical den „Tarzan“.
2015 trat Bruhn bei den Blind Auditions von The Voice of Germany an. Bei seinem Coach Stefanie Kloß kam er bis in die Knockout Round, wo er ausschied.
Im Juni 2018 veröffentlichte er die Single Pink Glasses, im Februar 2019 veröffentlichte er die Single Our City, mit welcher er an dem deutschen Vorentscheid für den Eurovision Song Contest 2019 teilnahm. Dort erreichte er den fünften Platz. Im Juni 2022 erschien seine Single Elli (got me dancing). Im Dezember 2022 findet seine erste Solo-Tour statt.
2020 war er im Film Vier zauberhafte Schwestern als Sänger zu sehen.
2023 wurde er bei 89.0 RTL als Moderator angestellt. 
Im Mai 2025 veröffentlichte er, in Kooperation mit dem Streamer Jan-O-Saft, die Single „Allez Hamburg Allez“, anlässlich des Aufstiegs des Hamburger SV in die Bundesliga, von dem er seit Kindestagen Fan ist. 

## Diskografie
- 2018: Pink Glasses
- 2019: Our City
- 2020: Between the Lies
- 2022: Elli (got me dancing)